# Karvalybagoly
A karvalybagoly (Surnia ulula) a madarak osztályának a bagolyalakúak (Strigiformes) rendjéhez, a bagolyfélék (Strigidae) családjához tartozó Surnia nem egyetlen faja.

## Rendszerezése
A fajt Carl von Linné svéd természettudós írta le 1758-ban, a Strix nembe Strix Ulula néven.

## Alfajai
- karvalybagoly (Surnia ulula ulula) – Eurázsia északi része
- Tien-San-i karvalybagoly (Surnia ulula tianschanica) – Tien-san hegység
- sólyombagoly (Surnia ulula caparoch) – Észak-Amerika

## Előfordulása
Skandináviától Szibérián keresztül, Észak-Amerikáig fészkel. Természetes élőhelyei a tűlevelű erdők, erdős tundrák és a lomberdők. Kedveli a ritkás erdőket, de mezőkön is előfordul, ahol megfelelő figyelőhelyet tud találni. Állandó, nem vonuló faj.

### Kárpát-medencei előfordulása
Magyarországon alkalmi vendég, de inkább csak ritka kóborló, időszakonként viszont nagy számban jelenik meg.

## Megjelenése
Testhosszúsága 36–39 centiméter, szárnyfesztávolsága 74–81 centiméter, a testtömege pedig 210-380 gramm. A tojó nagyobb és testesebb, mint a hím. A feje teteje gyöngyös mintázatú, arcfoltja szürke, sötét kerettel. Háta sötétbarna, világos foltokkal. Mellén sötét, világos vízszintes mintázat váltakozik.
|  |  |

## Életmódja
Költési időben főleg kisemlősöket, pockokat, lemmingeket és vízipockokat zsákmányol, de eszik kétéltűeket, madarakat és halakat is. Egyedszáma, élettere és fészkelése jelentősen függ a táplálék mennyiségétől. Megfelelő körülmények között helyben marad, élelemhiány esetén nagy számban kóborol.

## Szaporodása
Fészket nem épít, általában harkályok odúját használja költésre, március vége és június között. Fészekalja 3-13 tojásból áll, melyeken 25-30 napig kotlik. A tojások száma függ a táplálék mennyiségétől. A fiókákat a röpképességük előtt elhagyják a fészket, de repülni csak 5 hetes koruk után tudnak.
|  |  |

## Természetvédelmi helyzete
Az elterjedési területe rendkívül nagy, egyedszáma pedig stabil. A Természetvédelmi Világszövetség Vörös listáján nem fenyegetett fajként szerepel. Magyarországon védett, természetvédelmi értéke 50 000 forint forint.